# Jakov Borisovič Zeldovič
Jakov Borisovič Zeldovič (rusky Яков Борисович Зельдович; 8. března 1914 Minsk – 2. prosince 1987 Moskva) byl sovětský fyzik běloruského původu, který se podílel na vývoji ruských jaderných zbraní, ale je též autorem řady významných prací z oblasti adsorpce a katalýzy, šíření rázových vln, jaderné fyziky, astrofyziky, obecné relativity, částicové fyziky a kosmologie.
Narodil se v Bělorusku, ale již ve svých 4 měsících života se s rodiči stěhoval do Ruska. Kvůli svému židovskému původu nebyl přijat na střední školu, a tak se učil na učilišti v Leningradě brousit vzorky minerálů. Na základě zájmu při exkursi v Jofeho ústavu tamtéž mu byla nabídnuta možnost pracovat zde ve výzkumu. Takto zde dosáhl navzdory předchozímu vzdělání, resp. jeho absenci kandidaturu věd a doktorát.